# Jean-François Ballay
Jean-François Ballay (* 1958) ist ein französischer Wissensmanager und Gewerkschafter.

## Leben
Ballay promovierte 1987 am Institut national polytechnique von Grenoble mit einer Arbeit über das „Übergangsregime einer Erregergruppe und eines gleichgerichteten Synchrongenerators“ (Régimes transitoires d'un groupe excitatrice et alternateur synchrone redressé ). Seit 2007 ist er  Mission Innovation et Développement en pédagogie („Leiter der Mission Innovation und Entwicklung in der Pädagogik“) bei Électricité de France in Paris. 2012 promovierte er in Theaterwissenschaften an der Universität Paris III mit einer Arbeit über das „Verschwinden von Mensch und menschlicher Maschinerie auf der zeitgenössischen Bühne. Denis Marleau, Heiner Goebbels, Jean-François Perret“ (Disparition de l'homme et machinerie humaine sur le scène contemporaine: Denis Marleau, Heiner Goebbels, Jean-François Perret). Ballay veröffentlichte unter anderem für die Harvard Business Review. Er ist Gewerkschafter und Kritiker des Begriffs der kollektiven Intelligenz.

## Schriften (Auswahl)
- Ouvre sur la roche le jour. Grenoble: Centre de création littéraire, 1987. ISBN 9782905849007
- Capitaliser et transmettre les savoir-faire de l'entreprise. Paris: Éditions Eyrolles, 1997. OCLC 422094152[7]
- Nous les nuages. Poesie. La Bartavelle, 2001. ISBN 9782877446297
- Tous managers du savoir! : La seule ressource qui prend de la valeur en la partageant. Paris: Editions d'organisation, 2002. ISBN 9782708127753
- Mit Laurence Paul Cohen: Le management du savoir en pratique. Paris: Ed. d'Organisation, 2003. ISBN 9782708127395